# パパール川
パパール川（パパールがわ、マレー語: Sungai Papar）は、マレーシアのサバ州西海岸省を流れる河川。全長60 km (37 mi)で、サバ州北西部の山岳を源流とし、パパールの北西で南シナ海に注ぐ。源流域はパパール郡、プナンパン郡、トゥアラン郡にまたがっており、クロッカー山脈の一部を構成する山地である。

## 特徴
パパール川は、サバ州内ではキナバタンガン川とパダス川に次ぐ流量を誇っている。淡水魚の漁場として、また周辺の村や河岸・パパールの町の営利農場の農業用水の水源としても重要である。

## 歴史

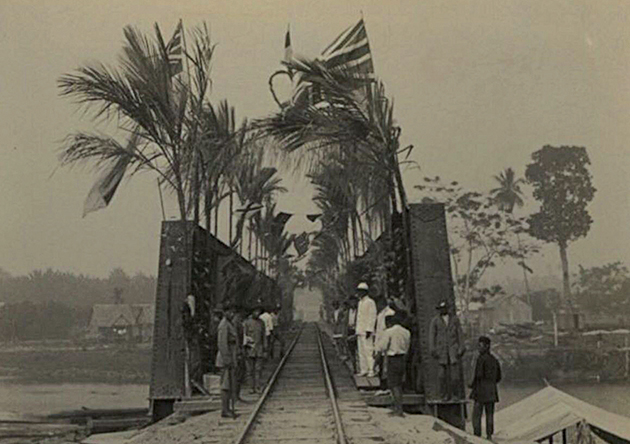
パパール川を渡るパパール鉄道橋の開通式（1915年頃）

ブルネイ帝国の時代、スルタンが自身の代理人としてそれぞれの河川にブルネイ系マレー人貴族を任命していた。パパール川もその対象となった川の一つだった。19世紀にイギリス北ボルネオ会社が進出してくるまでは、パパール川周辺の豊かな峡谷にかなり大規模な農業共同体が形成されていた。1843年から1846年にかけてエドワード・ベルチャー率いるイギリス海軍のサマラン号がボルネオ島の北西海岸を探検し、ディナワン島の近くに河口があることを確認した。パパール川は多くのブルネイ系マレー人や河岸のケダザン族の村が用いる重要な交通路であったが、その役割はイギリス人が整備した瀝青舗装道路や鉄道といった近代的輸送手段にとって代わられた。パパール郡の郡都である小さな町パパールは、パパール川からその名をとっている。

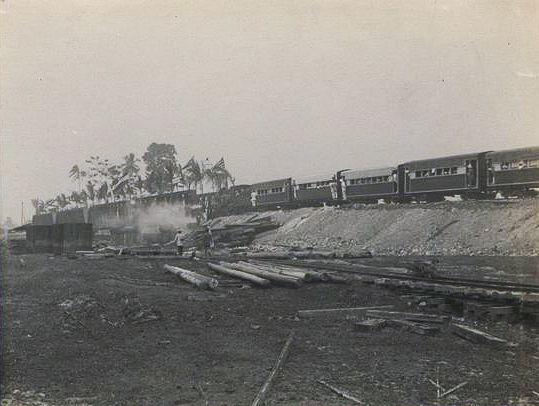
現在パパールの町が存在する付近でパパール川に新しく架けられた鉄道橋を初めてわたる北ボルネオ鉄道の列車（1915年頃）

1901年、イギリス当局によって初めてパパール川を渡る鉄橋が建設された。同時にキマニスやムンバクッでも鉄橋が架けられている。しかしこの橋はすぐ洪水で流されてしまい、再度かけ直された鉄橋もまた1903年の洪水で損傷してしまった。橋の修理中、代替輸送としてフェリーが一時的に運行した。1904年にふたたび洪水が襲い、修復完了間際だった橋はまたもや被害を受け、構造物のほとんどが流された。1908年11月に仮置きの橋が架けられたが、これも洪水で流された。1908年12月に新たな橋が架けられたが、1913年の洪水で損傷した。1915年に鉄道橋が完成し、パパールの町へつながる鉄道が開通した。 

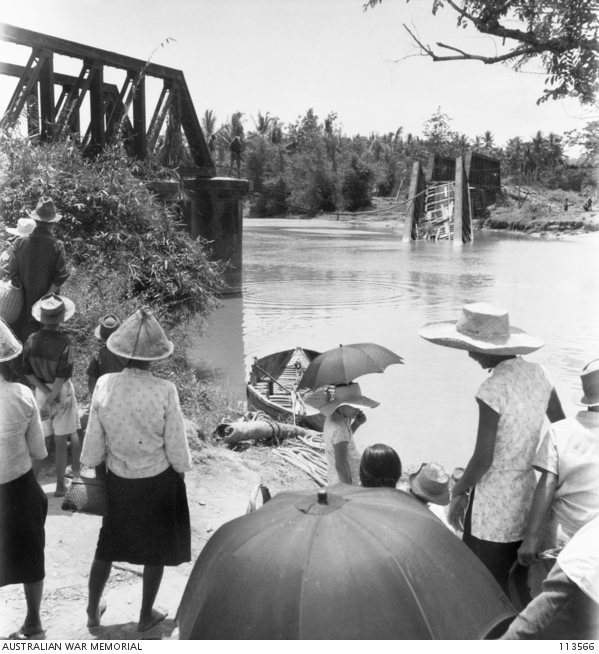
破壊された鉄道橋（1945年）

第二次世界大戦中、連合国が日本軍による利用を妨害するためパパール川の鉄道橋を爆撃し破壊した。後にこの地で、日本陸軍の部隊がオーストラリア帝国軍に投降した。終戦後、橋を失った地元民は対岸に人や物を運ぶにも小さなボートを使わざるを得なくなった。その後新たな橋が架けられたが、その工事中に現地民の間で奇妙な噂が流れた。橋の建設を成功させるには人間の首を基礎に埋めなければならない、というもので、現地民は夜な夜なヘッドハンターが犠牲者を求めてうろついていると信じ、寝ずの番をしていたという。
後に、鉄道橋の隣に自動車用の橋も建設された。しかしこの橋は交通需要に比して設備が貧弱で、パパール内外を行き来する人々が日常的に渋滞に悩まされる原因となっており、2010年代から改修を求める声が上がっている。これとは別にサレ・スロン橋と呼ばれる橋がパパール旧道に掛けられていたが、これはパン・ボルネオ・ハイウェイ計画の一環で建て替えられ、2018年に新たなコンクリート橋が開通した。

## 保全活動
川の大部分はマングローブ林と湿地帯に覆われており、自然の沿岸が守られ、数種の鳥類の生息地となっている。2000年代以降、河川の沿岸では11か所で砂の採掘がおこなわれているのが確認されている。2010年代初頭、サバ州政府の土地調査部はパパール川やトゥアラン川で違法な砂の採掘取り締まりを強化した。

## ギャラリー

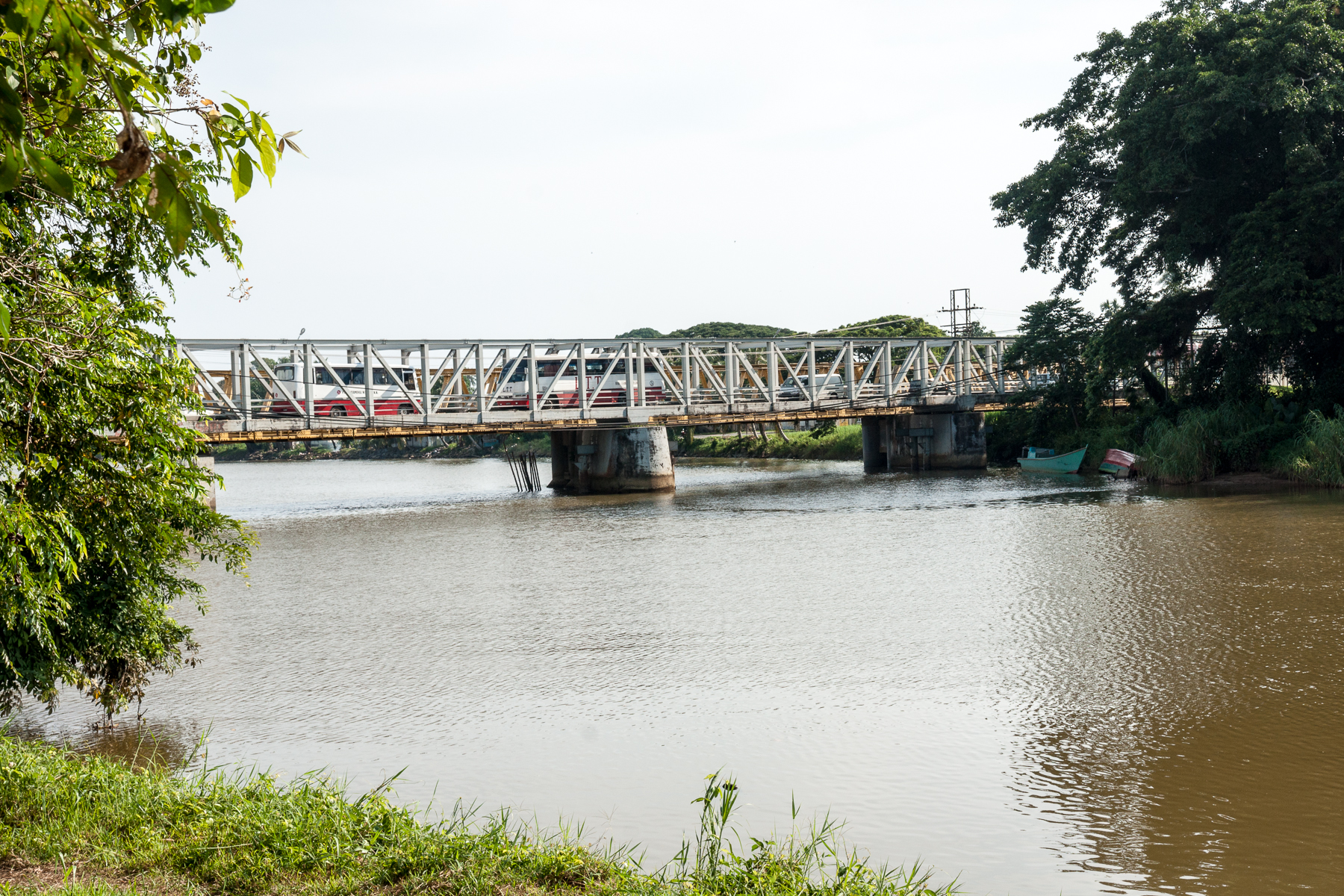
鉄道橋と並んで架かる自動車道橋
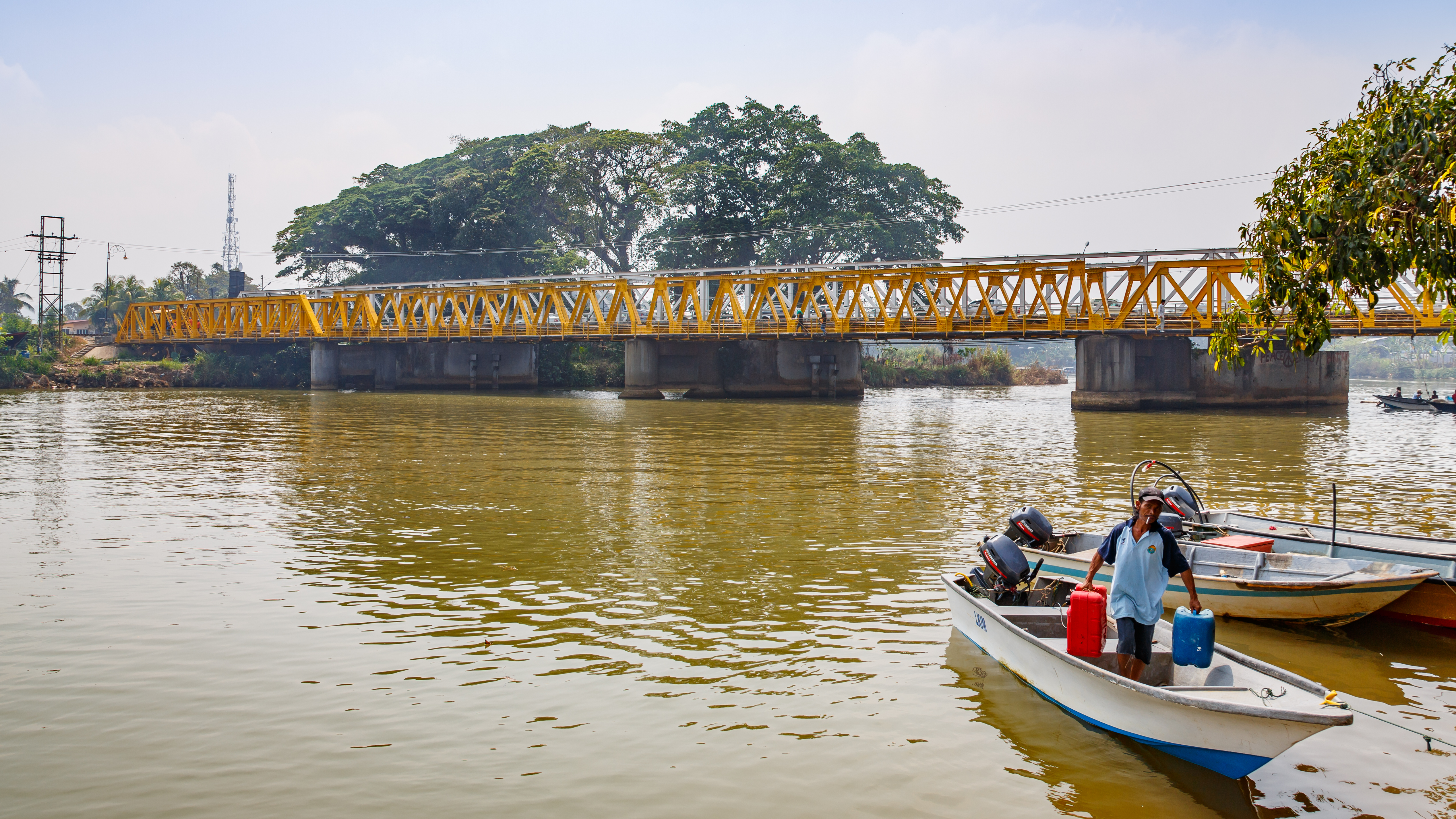
ボートから荷下ろしするパパール川の漁師
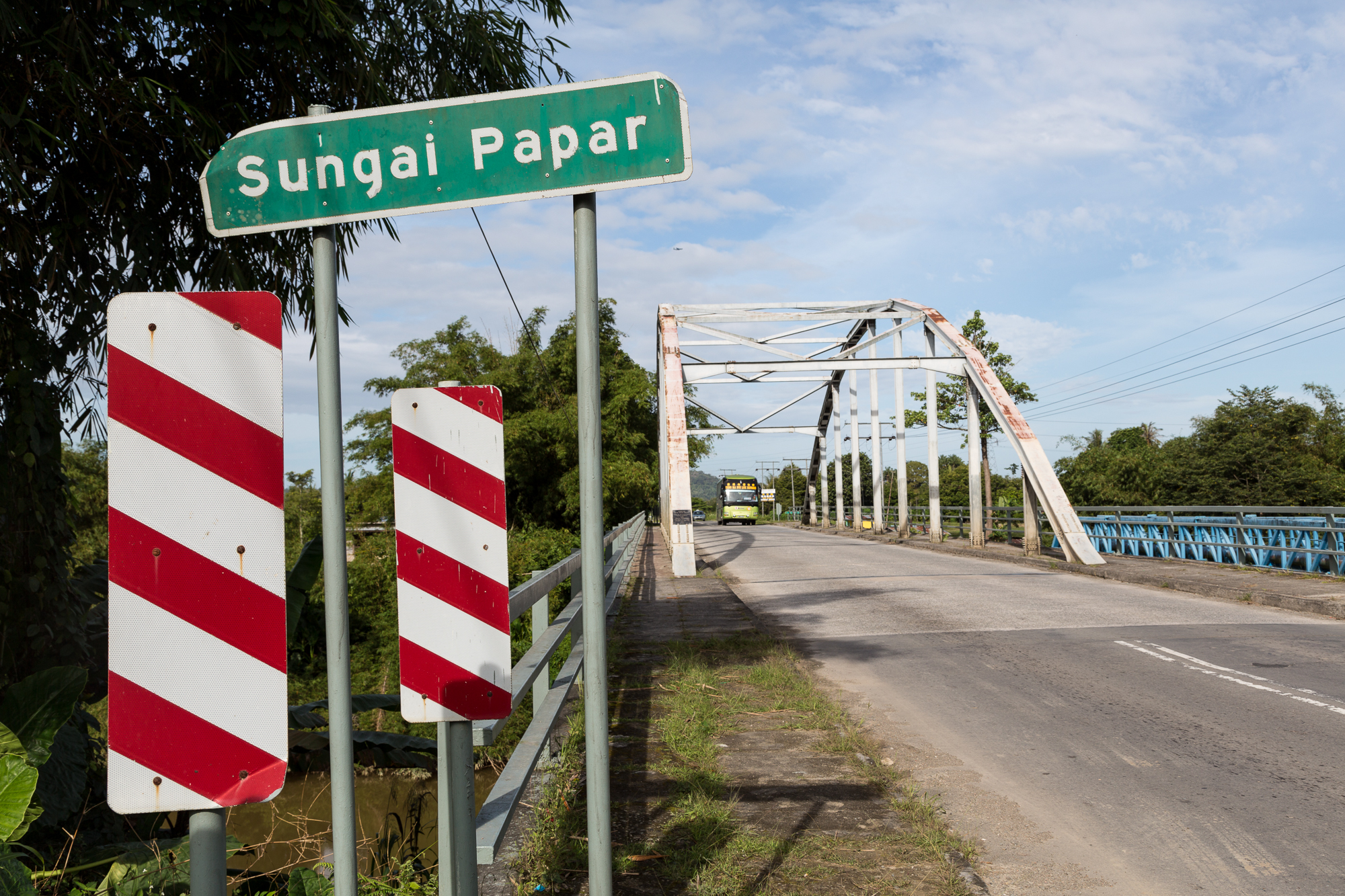
サレ・スロン橋
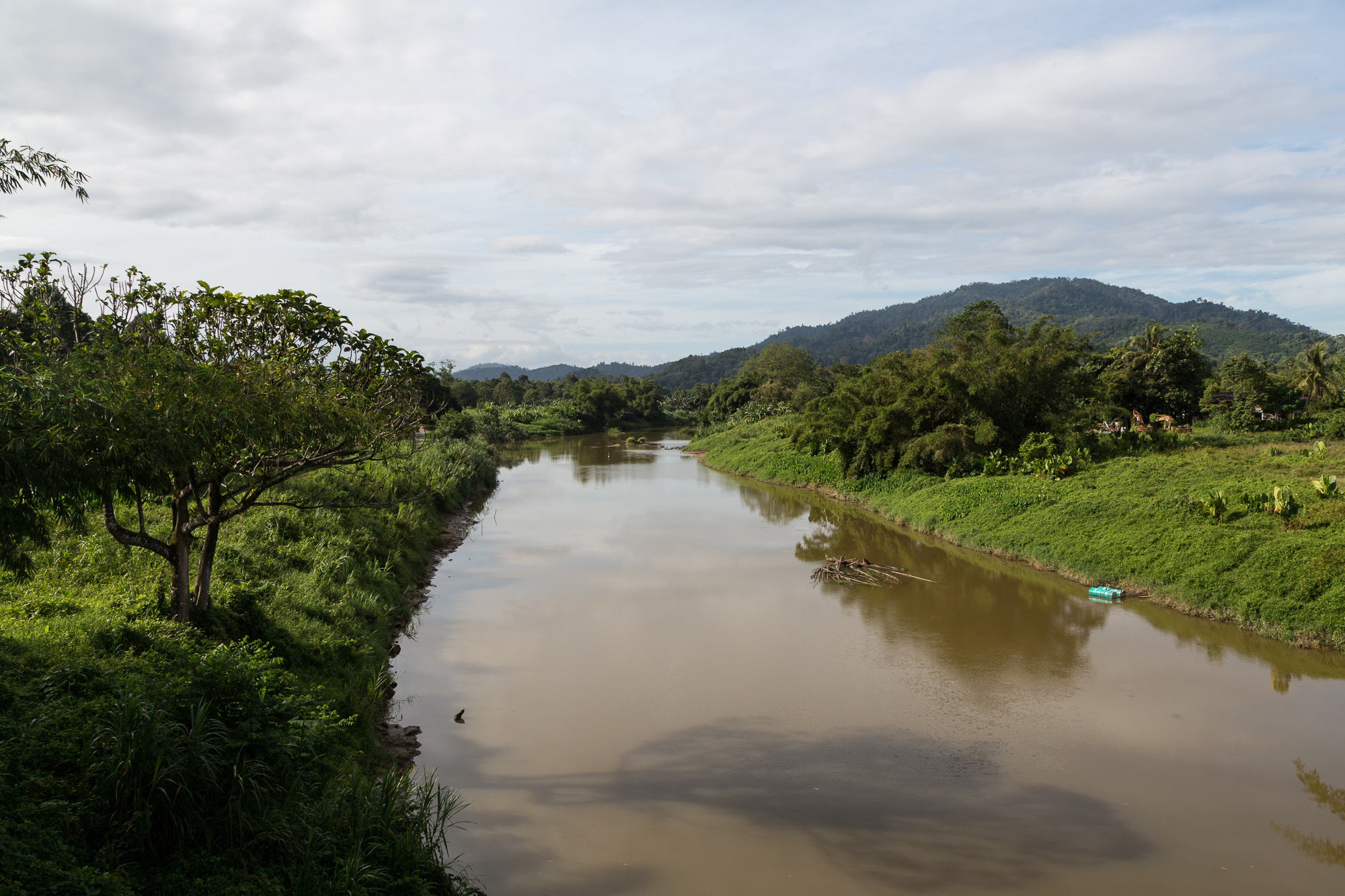
サレ・スロン橋から見たパパール川
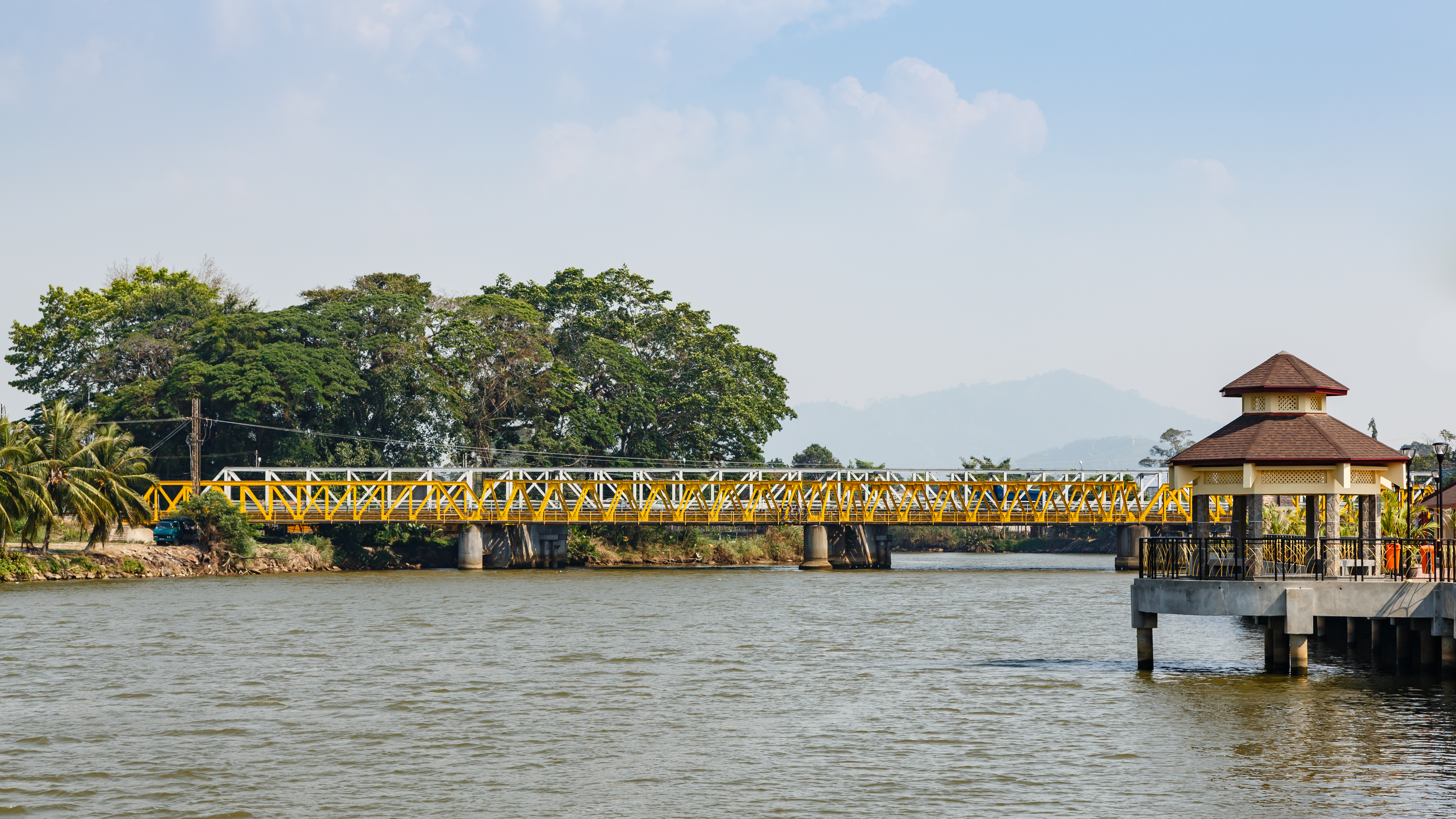
鉄道橋（黄色の橋梁）

## 関連文献
- “[Compendium (DID Basic Data and Information)]” (Malay) Kompendium (Data dan Maklumat Asas JPS). Department of Irrigation and Drainage, Malaysia. (2018). p. 26.  オリジナルの24 May 2019時点におけるアーカイブ。 2019年7月6日閲覧。.